# Beto Almeida
Beto Almeida (nacido el 5 de abril de 1955) es un exfutbolista brasileño y entrenador.
Dirigió en equipos de Brasil como el Porto Alegre, São José, Esportivo, Juventude, Grêmio Esportivo Brasil, CSA y ASA.

## Clubes

### Como entrenador
| Club                    | País     | Año         |
| ----------------------- | -------- | ----------- |
| Kawasaki Frontale       | Japón    | 1998 - 1999 |
| Porto Alegre            | Brasil   | 2006        |
| São José                | Brasil   | 2006        |
| Esportivo               | Brasil   | 2007        |
| Juventude               | Brasil   | 2007        |
| Grêmio Esportivo Brasil | Brasil   | 2008        |
| CRAC                    | Brasil   | 2008        |
| Veranópolis             | Brasil   | 2009        |
| Juventude               | Brasil   | 2010 - 2011 |
| Guaraní                 | Paraguay | 2011        |
| Pelotas                 | Brasil   | 2012 - 2013 |
| CSA                     | Brasil   | 2013        |
| São Luiz                | Brasil   | 2014        |
| ASA                     | Brasil   | 2014        |
| União Frederiquense     | Brasil   | 2015        |